# La aparición del ángel a san José
La aparición del ángel a san José, también conocida como El pensamiento de san José o El Sueño de San José (en francés, L'Apparition de l'ange à saint Joseph o Le Songe de saint Joseph), es una pintura de estilo Barroco que Georges de La Tour realizó en torno a 1640 mediante la técnica del óleo sobre lienzo. Sus dimensiones son 93 cm de alto y 82,2 de ancho y se encuentra expuesto en el Museo de Bellas Artes de Nantes.

## Contexto histórico
Esta obra fue realizada durante los últimos años de vida de Georges de la Tour. Durante esta época, de la Tour realizó numerosas obras siguiendo las mismas temáticas. Estas obras son catalogadas como las «noches», y se caracterizan por ser cuadros nocturnos de tonalidades oscuras en los cuales existe una sola fuente de luz, comúnmente representada por una vela, y por representar temas de la religión cristiana en las cuales los elementos sagrados se muestran de forma sutil sin recurrir a elementos sobrenaturales como alas o aureolas.
Esta obra llegó al museo en 1810 tras ser comprada a François Cacault. Se trata de una de las primeras obras que fue conocida como de autoría de Georges de La Tour, junto con El recién nacido. Pese a esto el trabajo de la Tour con el tiempo fue olvidado. No fue redescubierto sino hasta principios del siglo XX gracias a la exposición Pintores de la realidad de 1930 y a Hermann Voss.
El hecho de que la firma del autor, en la parte superior derecha, aparezca truncada, indica que la tela era originalmente más amplia. Por sus colores, se considera que está muy relacionado con la obra San José carpintero.

## Descripción
En el cuadro, dos personajes ocupan casi por completo la escena. Un anciano de barba tupida y canosa se ha quedado dormido con un libro abierto en su regazo. Se puede intuir que se encontraba leyendo ya que sostiene entre sus dedos algunas hojas. LLeva un vestido largo y una especie de cinturón rojo a la altura del pecho. Frente a él, un niño o una niña está de pie vestido con una larga túnica finamente decorada; con una mano está a punto de tocar al anciano mientras realiza un gesto con la otra. En la parte central hay una mesa con un candelero y unas tijeras. La llama de la vela que hay en el candelero, que es la única fuente de luz natural, está casi totalmente oculta por el brazo extendido del infante.

## Análisis del tema

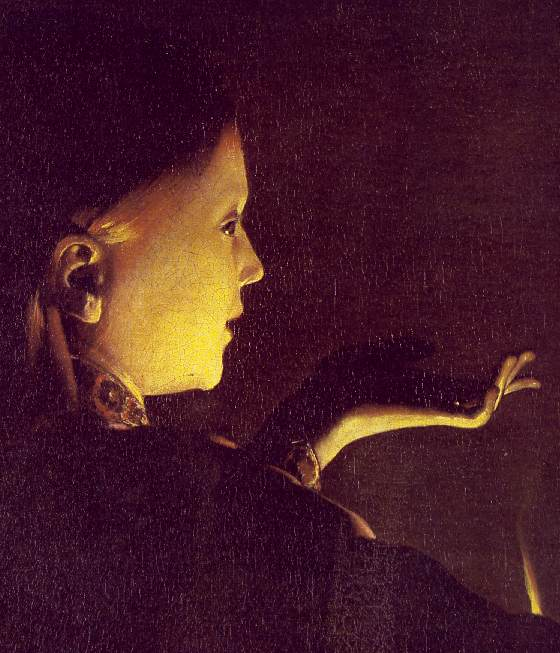
Detalle de la obra, el ángel.

Aunque la interpretación actual se centra en que el cuadro trata un evento bíblico, durante mucho tiempo su verdadero significado permaneció oculto. Puesto que se desconocía lo que representaba su iconografía, inicialmente se denominó Viejo dormido al que despierta una niña, lo que sería un tema profano. Luego se sugirieron diferentes interpretaciones, principalmente religiosas: la aparición de Samuel ante Elías, San Mateo y el ángel, San Pedro liberado por el ángel, o incluso una escena de hipnosis.
Sin embargo, la interpretación mayoritaria considera que el tema de esta obra es uno de los tres sueños que, según el Nuevo Testamento, tuvo San José, en los que se le apareció el ángel y le dijo, la primera vez, que María tendría un hijo concebido por el Espíritu Santo al que debería ponerle el nombre de Jesús; la segunda, que huyera a Egipto con su familia para evitar las iras de Herodes y, la tercera, que regresara con su familia de Egipto porque el peligro había pasado. Observando el gesto de dolor que se ve en el rostro del santo se considera más probable que el sueño representado sea el primero, que se narra en el Evangelio según Mateo I, 20-25. Aquí le explica a José que ha sido elegido para ser el esposo de la virgen María y el padre del Salvador. En el cuadro se puede interpretar que José, incapaz de comprender el acto de Dios, busca en los textos una respuesta a esto pero no logra encontrarla.
Un aspecto poco habitual de este tema en el cuadro es la representación de José leyendo. Por otra parte, el niño carece de atributos como alas que, en las obras de otros pintores, sería un detalle iconográfico que lo identificaría como un ángel. En esta obra, el haz de luz que ilumina su rostro no puede proceder de la vela, que está tapada, sino que es una luz que irradia directamente de la persona y es una circunstancia que lo identifica como un ángel, junto con el gesto de la mano, la dificultad para identificar su género y el detalle de que su brazo extendido no proyecta sombra. Algunos autores también han destacado la desproporción de tamaño en la oreja del ángel, que justifican por la comunicación de este ser con Dios.
Por otra parte se ha sugerido la posibilidad de que el autor dirigiera con este cuadro un mensaje para sus compatriotas de Lorena que sufrieron la Guerra de los Treinta Años. En este sentido, representa a un hombre que fue elegido por Dios pero que inicialmente no podía comprender la tarea que este le había asignado. Sin embargo después su fe le ayuda a aceptar su destino y se convierte en un héroe.